# Ilenia Draisci
Ilenia Draisci (Roma, 13 luglio 1989) è una velocista italiana.
Allenata da Maura Cosso, in carriera può vantare un titolo di campionessa italiana sui 100 metri piani ottenuto nel 2011 e 17 medaglie complessive vinte ai Campionati italiani assoluti tra indoor ed outdoor.
Nei campionati nazionali (sia indoor che outdoor) tra giovanili ed assoluti, vanta 18 titoli e 37 medaglie complessive.
Il 2013 è stato il suo anno migliore: ha partecipato a 4 manifestazioni internazionali, vincendo 2 medaglie d'oro ai Giochi del Mediterraneo, ha stabilito 4 record personali (60, 100, 150 e 200 metri piani), infine nei campionati italiani assoluti ha vinto 4 medaglie (oro nella 4×200 m ed argento sui 60 agli indoor e bronzo sia sui 100 m che con la 4×100 m agli outdoor).

## Biografia

### Gli esordi ed il reclutamento del Centro Sportivo dell'Esercito
Tesserata dal 2004 per la Fondiaria Sai Roma (successivamente diventata ACSI Italia Atletica), dal 2009 gareggia per l'Esercito dove come grado è Primo caporal maggiore.
Dal 2002 al 2013, a livello di Campionati italiani di società di atletica leggera, ha vinto tutti e 12 gli ultimi titoli nazionali assegnati.
Dal 2010 al 2013, correndo per l'Esercito, ha vinto tutte e 4 le edizioni della Coppa Italia di atletica leggera.

### 2003-2004: prime medaglie nazionali giovanili
Nel biennio 2003-2004 vince le prime medaglie a livello nazionale: nella categoria cadette conquista infatti due bronzi entrambi sugli 80 m.

### 2006-2007: primi titoli italiani giovanili, esordio in una manifestazione internazionale ed europei juniores
Nel 2006 conquista i primi tre titoli nazionali, tutti nella categoria allieve: (indoor) 60 m e staffetta 4 x 200 m, (outdoor) 4 x 100 m.
Ha gareggiato alle Gymnasiadi tenutesi in Grecia tra Atene e Salonicco (semifinale sui 100 m) ed è arrivata terza alla Coppa dei Campioni per club di atletica leggera con la Fondiaria-Sai.
Nel 2007 arrivano altri due titoli nazionali giovanili: 60 m indoor e staffetta 4 x 100 m, entrambi juniores nazionale ed argento nella 4 x 200 m. A livello indoor, alla sua prima partecipazione ai campionati nazionali assoluti, si ferma in batteria sui 60 m; lo stesso anno ai campionati juniores outdoor, è oro sui 100 m e 7ª sui 200 m.
Gareggia ai Campionati europei juniores ad Hengelo nei Paesi Bassi (batteria nei 100 m e quinto posto con la 4x100 m).

### 2008-2009: incetta di medaglie giovanili ed assolute, mondiali juniores ed europei under 23
6 medaglie vinte su 7 finali disputate nel 2008: doppietta a livello indoor sui 60 m (oro juniores e bronzo assoluti); a livello outdoor bissa il successo dell'anno prima sui 100 m juniores e giunge 8ª sui 200 m. Con le staffette juniores, oro sia nella 4 x 200 m indoor che nella 4 x 100 m outdoor. Bronzo nella staffetta 4 x 100 m agli assoluti.
Gareggia ai Campionati mondiali juniores in Polonia a Bydgoszcz (batteria nei 100 m).
5 medaglie in 8 finali corse nel 2009: altri due titoli nella categoria promesse con l'oro sia nei 60 m indoor che sui 100 m; tre medaglie di bronzo con le staffette: promesse 4 x 100 m, assoluti sia 4 x 200 m (indoor) che 4 x 100 m (outdoor). Nelle altre finali corse, si piazza: 4ª agli assoluti indoor sui 60 m, 7ª sia sui 200 m agli italiani promesse che agli assoluti nei 100 m.
A Kaunas in Lituania prende parte ai Campionati europei under 23 (semifinale sui 100 m e settima nella 4x100 m).

### 2010-2011: diverse medaglie nazionali, europei under 23 e mondiali militari
Il 2010 la vede vincere 4 medaglie su 5 finali: oro agli italiani promesse ed argento negli assoluti nei 60 m; un altro titolo, sempre indoor, lo ottiene con la staffetta 4 x 200 m nella categoria promesse. Invece negli italiani assoluti outdoor vince l'argento con la staffetta 4 x 100 m e termina 5ª sui 100 m, mentre si ferma in batteria nei 200 m.
4 medaglie su 5 finali corse nel 2011: oro sui 60 m agli italiani promesse, bronzo agli assoluti indoor sulla stessa distanza ed ancora oro sui 100 agli assoluti outdoor (suo primo e, per ora, unico titolo italiano assoluto); sempre agli assoluti outdoor, conquista l'argento nella staffetta 4 x 100 m e giunge 6ª nei 200 m.
Ha partecipato ai Campionati europei under 23 ad Ostrava in Repubblica Ceca (semifinale nei 100 m e quarta con la 4x100 m) e poi ai Mondiali militari tenutisi in Brasile a Rio de Janeiro (batteria nei 100 m e quarta con la 4x100 m).

### 2012-2015: europei indoor e outdoor, medaglie ai giochi del mediterraneo e mondiali
Nel 2012 vince 2 medaglie su 4 finali disputate: bronzo agli assoluti indoor sui 60 m ed argento nella staffetta 4 x 100 m; agli assoluti outdoor termina 4ª ed 8ª rispettivamente su 100 e 200 m.
Nel 2013 va a medaglia in tutte e quattro le finali corse: argento sui 60 m ed oro con la 4 x 200 m agli assoluti indoor, bronzo sia sui 100 m che con la 4 x 100 m agli assoluti outdoor; mentre agli assoluti outdoor, pur essendo tra le partecipanti, non gareggia sui 200 m.
Nel biennio 2012-2013 ha partecipato a due edizioni dei Campionati europei: outdoor nel 2012 in Finlandia ad Helsinki (batteria con la 4x100 m) ed indoor nel 2013 in Svezia a Göteborg (batteria sui 60 m).
Ancora nel 2013 ha gareggiato ai XVII Giochi del Mediterraneo in Turchia a Mersin vincendo due volte la medaglia d'oro, sui 100 m e con la staffetta 4x100 m.
Sempre nel 2013 ha partecipato sia alla Super League dell'Europeo per nazioni in Inghilterra a Gateshead (undicesima sui 100 m e settima con la 4x100 m) che ai Campionati mondiali che si sono tenuti in Russia a Mosca (batteria nella 4x100 m).
Nel 2014 è stata assente sia ai Campionati italiani assoluti indoor di Ancona che a quelli outdoor di Rovereto.
Doppia medaglia agli assoluti indoor del 2015 al Palaindoor di Padova: bronzo sui 60 m ed oro con la staffetta 4x200 m.

Vicecampionessa italiana assoluta a Torino con la staffetta 4x100 m; sesta sui 100 m e settima sui 200 m.
Ha partecipato con la Nazionale assoluta al DécaNation di Parigi correndo i 100 m conclusi al settimo posto.

## Progressione

### 60 metri piani indoor
| Stagione | Tempo | Luogo  | Data      | Rank. Mond. |
| -------- | ----- | ------ | --------- | ----------- |
| 2016     | 7"40  | Ancona | 6-3-2016  |             |
| 2015     | 7"40  | Padova | 22-2-2015 |             |
| 2014     | 7"52  | Roma   | 12-1-2014 | 354ª        |
| 2013     | 7"37  | Ancona | 17-2-2013 | 123ª        |
| 2012     | 7"48  | Vienna | 31-1-2012 | 269ª        |
| 2011     | 7"48  | Ancona | 20-2-2011 | 236ª        |
| 2010     | 7"44  | Ancona | 7-2-2010  | 172ª        |
| 2009     | 7"42  | Ancona | 31-1-2009 | 145ª        |
| 2008     | 7"46  | Ancona | 7-2-2008  | 198ª        |
| 2007     | 7"53  | Genova | 25-2-2007 | 322ª        |
| 2006     | 7"64  | Ancona | 12-2-2006 | 603ª        |
| 2005     | 7"93  | Genova | 5-2-2005  |             |

### 100 metri piani
| Stagione | Tempo | Luogo      | Data      | Rank. Mond. |
| -------- | ----- | ---------- | --------- | ----------- |
| 2015     | 11"55 | Rieti      | 9-5-2015  |             |
| 2013     | 11"53 | Gavardo    | 19-5-2013 | 220ª        |
| 2012     | 11"54 | Rieti      | 6-6-2012  | 260ª        |
| 2011     | 11"65 | Torino     | 25-6-2011 | 335ª        |
| 2010     | 11"67 | Pescara    | 18-6-2010 | 346ª        |
| 2009     | 11"68 | Rieti      | 12-6-2009 | 384ª        |
| 2008     | 11"81 | Rieti      | 17-5-2008 | 633ª        |
| 2007     | 11"69 | Bressanone | 15-6-2007 | 386ª        |
| 2006     | 12"08 | Roma       | 17-6-2006 |             |

### 200 metri piani
| Stagione | Tempo | Luogo      | Data      | Rank. Mond. |
| -------- | ----- | ---------- | --------- | ----------- |
| 2015     | 24"12 | Rieti      | 7-6-2015  |             |
| 2013     | 23"73 | Rieti      | 1-6-2013  | 348ª        |
| 2012     | 24"09 | Rieti      | 6-6-2012  | 685ª        |
| 2011     | 24"06 | Bressanone | 19-6-2011 | 571ª        |
| 2010     | 24"38 | Rieti      | 13-6-2010 | 935ª        |
| 2009     | 24"60 | Rieti      | 7-6-2009  | 256ª        |
| 2008     | 25"07 | Rieti      | 18-5-2008 |             |
| 2007     | 25"00 | Rieti      | 20-5-2007 | 2.041ª      |
| 2006     | 25"80 | Roma       | 17-6-2006 |             |

## Palmarès
| Anno | Manifestazione          | Sede            | Evento      | Risultato  | Tempo | Note   |
| ---- | ----------------------- | --------------- | ----------- | ---------- | ----- | ------ |
| 2006 | Gymnasiadi              | Atene/Salonicco | 100 m piani | Semifinale | 12"42 | [ 4 ]  |
| 2007 | Europei juniores        | Hengelo         | 100 m piani | Batteria   | 12"02 | [ 5 ]  |
| 2007 | Europei juniores        | Hengelo         | 4×100 m     | 5ª         | 46"01 | [ 6 ]  |
| 2008 | Mondiali juniores       | Bydgoszcz       | 100 m piani | Batteria   | 12"02 | [ 7 ]  |
| 2008 | Mondiali juniores       | Bydgoszcz       | 4x100 m     | Batteria   | 45"64 |        |
| 2009 | Europei under 23        | Kaunas          | 100 m piani | Semifinale | 12"10 | [ 8 ]  |
| 2009 | Europei under 23        | Kaunas          | 4×100 m     | 7ª         | 45"40 | [ 9 ]  |
| 2011 | Europei under 23        | Ostrava         | 100 m piani | Semifinale | 11"79 | [ 10 ] |
| 2011 | Europei under 23        | Ostrava         | 4×100 m     | 4ª         | 44"41 | [ 11 ] |
| 2011 | Mondiali militari       | Rio de Janeiro  | 100 m piani | Batteria   | 11"76 | [ 12 ] |
| 2011 | Mondiali militari       | Rio de Janeiro  | 4×100 m     | 4ª         | 45"08 | [ 13 ] |
| 2012 | Europei                 | Helsinki        | 4×100 m     | Batteria   | 43"90 | [ 14 ] |
| 2013 | Europei indoor          | Göteborg        | 60 m piani  | Batteria   | 7"41  | [ 15 ] |
| 2013 | Giochi del Mediterraneo | Mersin          | 100 m piani | Oro        | 11"53 | [ 16 ] |
| 2013 | Giochi del Mediterraneo | Mersin          | 4×100 m     | Oro        | 44"66 | [ 17 ] |
| 2013 | Mondiali                | Mosca           | 4×100 m     | Batteria   | 44"05 | [ 18 ] |
| 2015 | DécaNation              | Parigi          | 100 m piani | 7ª         | 12"21 | [ 19 ] |

## Campionati nazionali
- 2 volte campionessa assoluta indoor della staffetta 4x200 m (2013, 2015)
- 1 volta campionessa assoluta dei 100 m (2011)
- 3 volte campionessa promesse indoor dei 60 m (2009, 2010, 2011)
- 1 volta campionessa promesse indoor della staffetta 4×200 m (2010)
- 1 volta campionessa promesse dei 100 m (2009)
- 1 volta campionessa juniores indoor della staffetta 4×200 m (2008)
- 2 volte campionessa juniores dei 100 m (2007, 2008)
- 2 volte campionessa juniores della staffetta 4×100 m (2007, 2008)
- 2 volte campionessa juniores indoor dei 60 m (2007, 2008)
- 1 volta campionessa allieve della staffetta 4×100 m (2006)
- 1 volta campionessa allieve indoor della staffetta 4×200 m (2006)
- 1 volta campionessa allieve indoor dei 60 m (2006)

2003
- Bronzo ai Campionati italiani cadetti e cadette, (Orvieto), 80 m - 10"22[20]

2004
- Bronzo ai Campionati italiani cadetti e cadette, (Abano Terme), 80 m[21]

2006
- Oro ai Campionati italiani allievi e allieve indoor, (Ponticelli), 60 m[22]
- Oro ai Campionati italiani allievi e allieve indoor, (Ponticelli), 4×200 m[23]
- Oro ai Campionati italiani allieve, (Fano),
4×100 m[23]

2007
- Oro ai Campionati italiani allievi-juniores-promesse indoor, (Genova), 60 m - 7"53[24]
- Argento ai Campionati italiani allievi-juniores-promesse indoor, (Genova), 4×200 m - 1'46"59[25]
- In batteria ai Campionati italiani assoluti indoor, (Ancona), 60 m - 7"68[26]
- Oro ai Campionati italiani juniores e promesse, (Bressanone), 100 m - 11"84[27]
- 7ª ai Campionati italiani juniores e promesse, (Bressanone), 200 m - 25"07[28]
- Oro ai Campionati italiani juniores e promesse, (Bressanone), 4×100 m - 48"88[29]

2008
- Oro ai Campionati italiani allievi-juniores-promesse indoor, (Ancona), 60 m - 7"46[30]
- Oro ai Campionati italiani allievi-juniores-promesse indoor, (Ancona), 4×200 m - 1'43"77[31]
- Bronzo ai Campionati italiani assoluti indoor, (Genova), 60 m - 7"52[32]
- Oro ai Campionati italiani juniores e promesse, (Torino), 100 m - 11"87[33]
- Oro ai Campionati italiani juniores e promesse, (Torino), 4×100 m - 47"96[34]
- 8ª ai Campionati italiani assoluti, (Cagliari),
100 m - 12"00[35]
- Bronzo ai Campionati italiani assoluti, (Cagliari), 4×100 m - 46"25[36]

2009
- Oro ai Campionati italiani allievi-juniores-promesse indoor, (Ancona), 60 m - 7"49[37]
- 4ª ai Campionati italiani assoluti indoor, (Torino),
60 m - 7"47[38]
- Bronzo ai Campionati italiani indoor, (Torino), 4×200 m - 1'39"56[39]
- Oro ai Campionati italiani juniores e promesse, (Rieti), 100 m - 11"68[40]
- 7ª ai Campionati italiani juniores e promesse, (Rieti), 200 m - 25"17[41]
- Bronzo ai Campionati italiani juniores e promesse, (Rieti), 4×100 m - 48"50[42]
- 7ª ai Campionati italiani assoluti, (Milano),
100 m - 11"93[43]
- Bronzo ai Campionati italiani assoluti, (Milano), 4×100 m - 46"35[44]

2010
- Oro ai Campionati italiani allievi-juniores-promesse indoor, (Ancona), 60 m - 7"52[45]
- Oro ai Campionati italiani allievi-juniores-promesse indoor, (Ancona), 4×200 m - 1'42"74[46]
- Argento ai Campionati italiani assoluti indoor, (Ancona), 60 m - 7"44[47]
- 5ª ai Campionati italiani assoluti, (Grosseto),
100 m - 11"71[48]
- In batteria ai Campionati italiani assoluti, (Grosseto), 200 m - 24"68[49]
- Argento ai Campionati italiani assoluti, (Grosseto), 4×100 m, 45"67[50]

2011
- Oro ai Campionati italiani allievi-juniores-promesse indoor, (Ancona), 60 m - 7"53[51]
- Bronzo ai Campionati italiani assoluti indoor, (Ancona), 60 m - 7"48[52]
- Oro ai Campionati italiani assoluti, (Torino),
100 m - 11"65[53]
- 6ª ai Campionati italiani assoluti, (Torino),
200 m - 24"14[54]
- Argento ai Campionati italiani assoluti, (Torino), 4×100 m - 45"34[55]

2012
- Bronzo ai Campionati italiani assoluti indoor, (Ancona), 60 m - 7"49[56]
- 4ª ai Campionati italiani assoluti, (Bressanone),
100 m - 11"76[57]
- 8ª ai Campionati italiani assoluti, (Bressanone),
200 m - 24"69[58]
- Argento ai Campionati italiani assoluti, (Bressanone), 4×100 m - 45"68[59]

2013
- Argento ai Campionati italiani assoluti indoor, (Ancona), 60 m - 7"37[60]
- Oro ai Campionati italiani assoluti indoor, (Ancona), 4×200 m - 1'37"72[61]
- Bronzo ai Campionati italiani assoluti, (Milano) 100 m - 11"63[62]
- In batteria[63] ai Campionati italiani assoluti, (Milano) 200 m - dns[64]
- Bronzo ai Campionati italiani assoluti, (Milano), 4×100 m - 46"77[65]

2015
- Bronzo ai Campionati italiani assoluti indoor, (Padova), 60 m - 7"40[66]
- Oro ai Campionati italiani assoluti indoor, (Padova), 4x200 m - 1'37"80[67]
- 6ª ai Campionati italiani assoluti, (Torino),
100 m - 11"72[68]
- 7ª ai Campionati italiani assoluti, (Torino),
200 m - 24"58[69]
- Argento ai Campionati italiani assoluti, (Torino), 4×100 metri - 45"28[70]

## Altre competizioni internazionali
2008
- 5ª nella Coppa dei Campioni juniores per club, ( Vila Real de Santo António), 100 m - 12"13[71]
- Bronzo nella Coppa dei Campioni juniores per club, ( Vila Real de Santo António), 4x100 m - 46"01[72]

2011
- 4ª nella Coppa dei Campioni per club, ( Vila Real de Santo António), 4x100 m - 45"16[73]

2012
- Argento nella Coppa dei Campioni per club, ( Vila Real de Santo António), 100 m - 11"65[74]
- 4ª nella Coppa dei Campioni per club, ( Vila Real de Santo António), 4x100 m - 46"56[74]

2013
- 11ª all'Europeo per nazioni ( Gateshead), 100 metri - 12"08[75]
- 7ª all'Europeo per nazioni ( Gateshead), 4×100 metri - 44"35[76]